# Rhopalomyia palustris
Rhopalomyia palustris är en tvåvingeart som beskrevs av Ephraim Porter Felt 1908. Rhopalomyia palustris ingår i släktet Rhopalomyia och familjen gallmyggor.
Artens utbredningsområde är New York. Inga underarter finns listade i Catalogue of Life.